# Syagrus stratincola
Syagrus stratincola là loài thực vật có hoa thuộc họ Arecaceae. Loài này được Wess.Boer miêu tả khoa học đầu tiên năm 1965.